# Adolphe Artz
Adolphe Artz (ur. 18 grudnia 1837 w Hadze, zm. 8 listopada 1890 tamże) – holenderski malarz i kolekcjoner, przedstawiciel szkoły haskiej.

## Życiorys
W latach 1855–1864 studiował w amsterdamskiej Akademii, gdzie poznał i zaprzyjaźnił się z Jozefem Israëlsem. Prace Israëlsa, przedstawiające życie rybaków, stanowiły główną inspirację dla jego prac. W latach 1866–1874 przebywał w Paryżu, gdzie we własnym studiu prócz kontynuacji tematyki rybackiej, tworzył kompozycje rodzajowe i zainspirowane sztuką japońską. W Paryżu utrzymywał bliskie kontakty z Jacobem Marisem i Frederikiem Kaemmererem. W 1874 roku powrócił do Hagi, gdzie był członkiem Hollandsche Teekenmaatschappij. W 1879 roku został uhonorowany Kawalerią Orderu Korony Dębowej przez Wilhelma III Holenderskiego. W 1889 roku zasiadał w jury Światowej Wystawy w Paryżu.

## Wybrane prace
- Powrót stada 1865
- Przy babci 1883
- W sierocińcu w Katwijk-Binnen, 1870–1890